# Ryō Hirakawa
Ryō Hirakawa (平川亮, Hirakawa Ryō, Kure, 7 de março de 1994) é um automobilista japonês que atualmente compete pela equipe Toyota Gazoo Racing no Campeonato Mundial de Endurance da FIA e, também, é reserva da Haas para a temporada de Fórmula 1 de 2025. Ele foi campeão da Super GT GT500 em 2017, e vice-campeão da Super Fórmula Japonesa em 2020. Ele tem competido no Mundial de Endurance pela classe Hypercar desde 2022, vencendo as 24 Horas de Le Mans em sua estreia e sendo campeão em 2022 e 2023 com os seus copilotos Sébastien Buemi e Brendon Hartley. Hirakawa também foi vinculado ao Programa de Jovens Pilotos da McLaren, foi reserva da McLaren na temporada 2024 e da Alpine no início de 2025.

## Início de carreira
Nascido em Kure, cidade localizada na prefeitura de Hiroshima, Hirakawa começou sua carreira no kart aos treze anos e competiu em vários campeonatos locais. Em apenas seu segundo ano de kart, ele venceu o Campeonato Japonês de Kart Júnior de 2008, antes de progredir para a categoria KF2 em 2009, onde terminou em terceiro no Campeonato Japonês de Kart e em 32.º no Campeonato Ásia-Pacífico.
Depois de se formar na Escola de Corrida de Fórmula Toyota, Hirakawa passou para monopostos em 2010, competindo principalmente na série Fórmula Challenge Japan. Em sua primeira temporada, ele terminou em sexto na classificação da série, subindo ao pódio duas vezes em onze corridas. Ele venceu sua primeira corrida na categoria Super FJ e conquistou o título do Campeonato Regional JAF Super FJ Okayama Series aos 16 anos e 8 meses de idade. Hirakawa também disputou as três últimas etapas da temporada 2010 da Fórmula BMW Pacific, como piloto convidado. Ele registrou como melhor resultado o quarto lugar em Okayama.
Ele permaneceu na Fórmula Challenge Japão em 2011, vencendo sua primeira corrida na sexta etapa no Fuji Speedway. Ele terminou o ano em segundo na classificação do campeonato, atrás do futuro piloto da Toyota Gazoo Racing WRT, Takamoto Katsuta. No mesmo ano, Hirakawa venceu o Campeonato JAF Formula 4 West Series, tornando-se o campeão mais jovem, com 17 anos e 8 meses de idade.
Em 2012, Hirakawa competiu pela terceira temporada na Fórmula Challenge Japão, e simultaneamente subiu para o Campeonato Japonês de Fórmula 3 com a Equipe RSS, bem como para a Porsche Carrera Cup Japão com uma bolsa júnior da Porsche.
Ele venceu sua corrida de estreia na F3 japonesa e sete das nove primeiras corridas da temporada, a caminho de conquistar o campeonato na décima segunda rodada no Sportsland Sugo. Após a conclusão da temporada de F3 japonesa, Hirakawa fez sua estreia no Grande Prêmio de Macau com a RSS, qualificando-se em 24.º e abandonando a corrida devido a uma colisão. Na Porsche Carrera Cup Japão, Hirakawa venceu sete corridas consecutivas e conquistou o campeonato da série faltando duas corridas. Ele se tornou o mais jovem campeão da F3 japonesa e da Carrera Cup Japan, aos 18 anos de idade. E em sua terceira temporada na FCJ, Hirakawa venceu cinco corridas e terminou em segundo no campeonato, atrás de Nobuharu Matsushita, depois que ambos os pilotos terminaram com o mesmo número de pontos e vitórias.

## Super Fórmula Japonesa

### Team LeMans (2013–2015)
Hirakawa se juntou ao Programa de Jovens Pilotos da Toyota (TDP) e fez sua estreia no Campeonato de Super Fórmula Japonesa em 2013 com a Team LeMans, com motor Toyota. Aos 19 anos, Hirakawa era o piloto mais jovem do campeonato. Ele terminou sua temporada de estreia em 11.º na classificação do campeonato, com um melhor resultado: um quarto lugar na final dupla no Circuito de Suzuka. No mesmo ano, Hirakawa testou um IndyCar para a Dale Coyne Racing no Sonoma Raceway.
Em 2014, ele conquistou seu primeiro pódio na Super Fórmula na corrida de 13 de julho no Fuji Speedway, terminando em segundo depois de sair da pista enquanto liderava na última volta. Kazuki Nakajima conquistou a vitória na corrida. Hirakawa melhorou para o oitavo lugar no campeonato. Hirakawa permaneceu na Team LeMans em 2015, acompanhado pelo ex-piloto de Fórmula 1 Kamui Kobayashi. Hirakawa terminou em oitavo no campeonato pela segunda temporada consecutiva, registrando cinco resultados entre os oito primeiros.

### Team Impul (2018–2023)

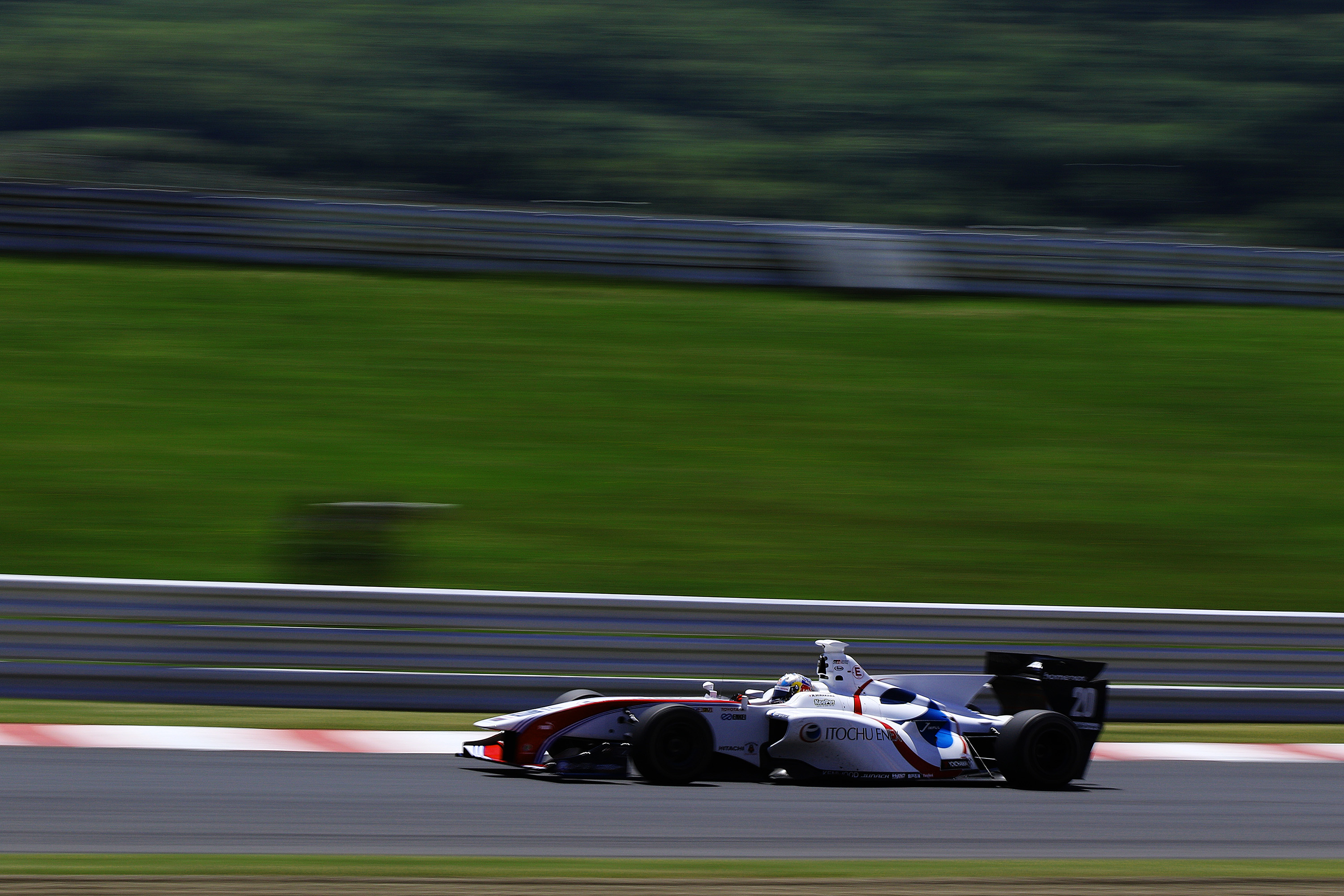
Hirakawa pilotando pela Impul na Autopolis em 2018, onde conquistou sua primeira pole position na Super Fórmula Japonesa

Depois de duas temporadas longe da categoria, Hirakawa voltou ao grid da Super Fórmula em 2018, pilotando pela Team Impul ao lado de Yuhi Sekiguchi. Ele conquistou sua primeira pole position na segunda rodada em Autopolis, mas a corrida foi cancelada devido à forte chuva e neblina. Ele continuou a registrar pódios consecutivos em Motegi e Okayama, e terminou em quinto lugar, o melhor da carreira, no campeonato de pilotos. Na quinta rodada da temporada de 2019, Hirakawa conquistou sua primeira vitória na carreira em Motegi. Apesar da vitória decisiva, ele não conseguiu marcar pontos em cinco das seis primeiras corridas e caiu para o décimo lugar na classificação do campeonato.
O início da temporada de 2020 foi adiado para setembro devido aos efeitos da pandemia de COVID-19, mas Hirakawa venceu a primeira corrida da temporada da pole em Motegi. Ele terminou em quarto e segundo nas corridas seguintes em Okayama e Sugo, respectivamente, construindo uma vantagem inicial na pontuação. Mas depois de dois resultados consecutivos sem pontuação, Hirakawa perdeu a vantagem que tinha na liderança e terminou em segundo lugar no campeonato, atrás de Naoki Yamamoto, por apenas dois pontos.
Hirakawa não conseguiu vencer em 2021, mas conquistou dois segundos lugares em Suzuka e terminou em quarto no campeonato, ajudando a Impul a ganhar o título de equipes. Ele começou a temporada de 2022 vencendo a primeira etapa em Fuji e a quarta etapa em Autopolis. Ele terminou em terceiro no campeonato de pilotos. Em 2023, Hirakawa fez três pódios, tendo como melhor resultado um segundo lugar em Motegi. Ele encerrou sua jornada na SFJ se classificando em quinto lugar.

## Super GT

### TOM'S

#### 2014: estreia
Hirakawa fez sua estreia no Super GT em 2014 com a equipe Lexus TOM'S, substituindo Kazuki Nakajima no carro nº 36 da equipe por duas corridas, enquanto Nakajima competia com a Toyota no Campeonato Mundial de Endurance. Ryo registrou dez primeiros lugares em suas duas corridas em Fuji e Autopolis.

#### 2015–2016: primeiras vitórias
Ele fez sua estreia em–2016: primeiras vitórias tempo integral em 2015 pela TOM'S, pilotando o carro nº 37 patrocinado pela KeePer ao lado de Andrea Caldarelli. Ele venceu pela primeira vez em sua terceira prova da carreira em Okayama, e depois venceu novamente no final da temporada em Motegi. Hirakawa e Caldarelli terminaram em quinto no campeonato. Hirakawa seria acompanhado por James Rossiter na temporada de 2016. Eles conquistaram pódios nas duas primeiras etapas da temporada, mas terminaram em nono lugar no campeonato de pilotos.

#### 2017: primeiro título

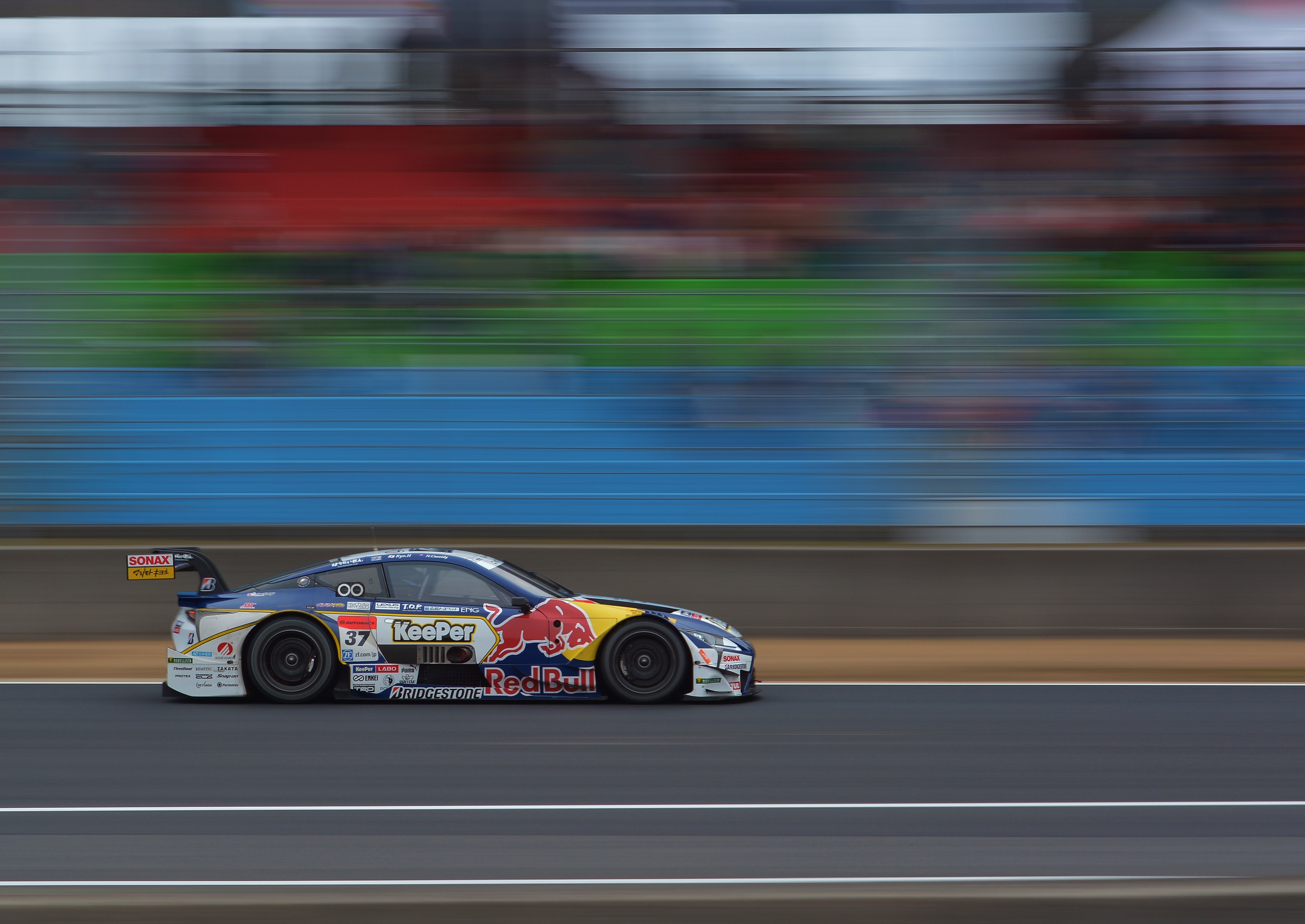
Hirakawa se tornou o mais jovem campeão japonês da GT500 a bordo do Lexus LC 500 da TOM em 2017.

Em 2017, a Toyota mudou os modelos para o novo Lexus LC 500, e Hirakawa foi acompanhado no carro nº 37 da TOM'S pelo neozelandês Nick Cassidy. A dupla Hirakawa e Cassidy venceu a rodada de abertura em Okayama, liderando uma varredura total dos carros da Lexus nas seis primeiras posições. Eles venceram novamente na pole position na penúltima rodada no Circuito Internacional de Chang, na Tailândia, antes de conquistar o campeonato GT500 com um segundo lugar na final em Motegi. Hirakawa e Cassidy terminaram o ano com quatro pódios e um recorde perfeito de finalizarem nos pontos em todas as oito provas da temporada. Aos 23 anos de idade, Hirakawa e Cassidy se tornaram os mais jovens campeões de GT500 na história da categoria, com Hirakawa detendo o recorde de mais jovem japonês a ser campeão de GT500.

#### 2018: rivalidade com a Kunimitsu e vice-campeonato
Hirakawa e Cassidy tentaram defender seus títulos em 2018, mas enfrentaram forte concorrência de uma frota Honda aprimorada, liderada pela Team Kunimitsu e seus pilotos, Naoki Yamamoto e o novato Jenson Button. Os atuais campeões venceram a penúltima rodada em Autopolis, mas ficaram a três pontos do título, já que os pilotos da Kunimitsu, Yamamoto e Button foram campeões pela primeira vez.

#### 2019: segundo vice-campeonato e aparição na DTM
Em 2019, Hirakawa e Cassidy foram mais uma vez vice-campeões, apenas dois pontos atrás dos companheiros de equipe Kazuya Oshima e Kenta Yamashita da Team LeMans. Mas a tripulação do carro TOM'S nº 37 conseguiu vencer o campeonato de equipes por um ponto sobre o Team LeMans, após outra temporada forte para Hirakawa e Cassidy, que os viu vencer a rodada final em Motegi e registrar outros quatro pódios. No mesmo ano, Hirakawa apareceu na final da temporada 2019 do DTM em Hockenheimring, terminando em 13.º na primeira corrida do fim de semana. Ele terminou em oitavo durante a segunda Super GT x DTM Dream Race realizada em Fuji no dia 24 de novembro.

#### 2020: novo carro da Toyota e terceiro vice consecutivo

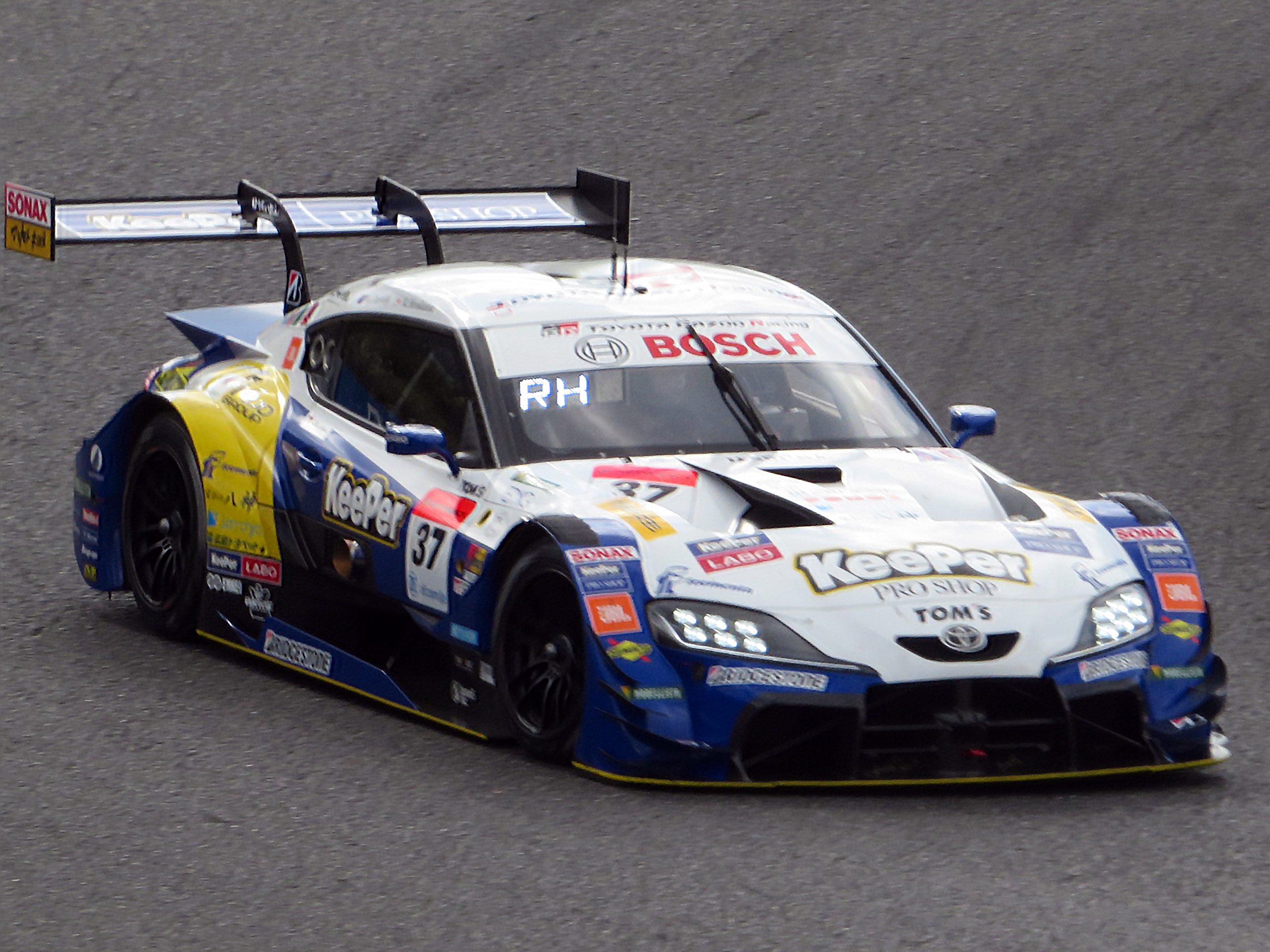
Hirakawa perdeu o título de 2020 depois de ficar sem combustível na última curva da última volta da última corrida da temporada.

O início da temporada 2020 do Super GT foi adiado para julho devido à pandemia da COVID-19. Hirakawa e Cassidy fizeram a pole e venceram a rodada de abertura em Fuji, dando ao novo Toyota GR Supra GT500 uma vitória em sua corrida de estreia. Após abandonar a sexta rodada em Suzuka devido a uma colisão na entrada dos boxes, Cassidy deixou a categoria para se concentrar em sua nova função como piloto da Envision Virgin Racing na Fórmula E.
Hirakawa e seu novo copiloto Kenta Yamashita conquistaram a pole para a rodada final em Fuji. Eles lideraram a maior parte da corrida, com Hirakawa ficando próximo de vencer o campeonato, mas enfrentaram cada vez mais pressão de Naoki Yamamoto nos últimos estágios da corrida. Hirakawa ficou sem combustível na última curva da última volta, permitindo que Yamamoto o ultrapassasse para vencer a corrida e o campeonato ao lado do novo copiloto da Kunimitsu, Tadasuke Makino. Hirakawa chegou ao segundo lugar e novamente perdeu o campeonato por apenas dois pontos.

#### 2021: último ano na categoria
Hirakawa deveria ter Sacha Fenestraz como companheiro de equipe em 2021, mas os problemas contínuos com o visto de Fenestraz fizeram com que Sena Sakaguchi pilotasse em seu lugar nas cinco primeiras rodadas. Hirakawa e Sakaguchi terminaram no pódio nas duas primeiras etapas em Okayama e Fuji. Fenestraz retornou para a sexta rodada em Autopolis, e a dupla terminou em segundo na rodada final no Fuji Speedway, que foi também o melhor resultado de Hirakawa no ano. O japonês terminou sua última temporada na Super GT em sétimo lugar no campeonato de pilotos.

## Campeonatos de protótipos

### European Le Mans Series (2016–2017)

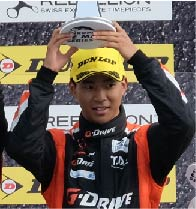
Hirakawa no pódio das 4 Horas de Monza em 2017

Em 4 de fevereiro de 2016, a Toyota Gazoo Racing anunciou que Hirakawa competiria na classe LMP2 da European Le Mans Series. Em 4 de março, Hirakawa foi confirmado como terceiro piloto em Thiriet pela TDS Racing ao lado de Pierre Thiriet e Mathias Beche. Ele venceu sua primeira corrida na ELMS nas 4 Horas de Imola de 2016, em 15 de maio, e depois venceu as 4 Horas seguintes do Red Bull Ring, em 17 de julho. Hirakawa fez todas as corridas da temporada, exceto Le Castellet
Para 2017, Hirakawa se juntou à entrada número 22 da G-Drive Racing operada pela DragonSpeed, em parceria com Memo Rojas e Léo Roussel, com o japonês sendo substituído nas rodadas de Red Bull Ring e Le Castellet pelo francês Nicolas Minassian. O trio venceu a segunda etapa, as 4 Horas de Monza, em 14 de maio, e a equipe G-Drive/DragonSpeed venceu o campeonato de equipes LMP2 naquela temporada.
Hirakawa não seguiu com a G-Drive em 2018, deixando a equipe e a categoria.

### Mundial de Endurance da FIA (2022–presente)

#### 2016–2017: primeiras aparições nas 24 Horas de Le Mans

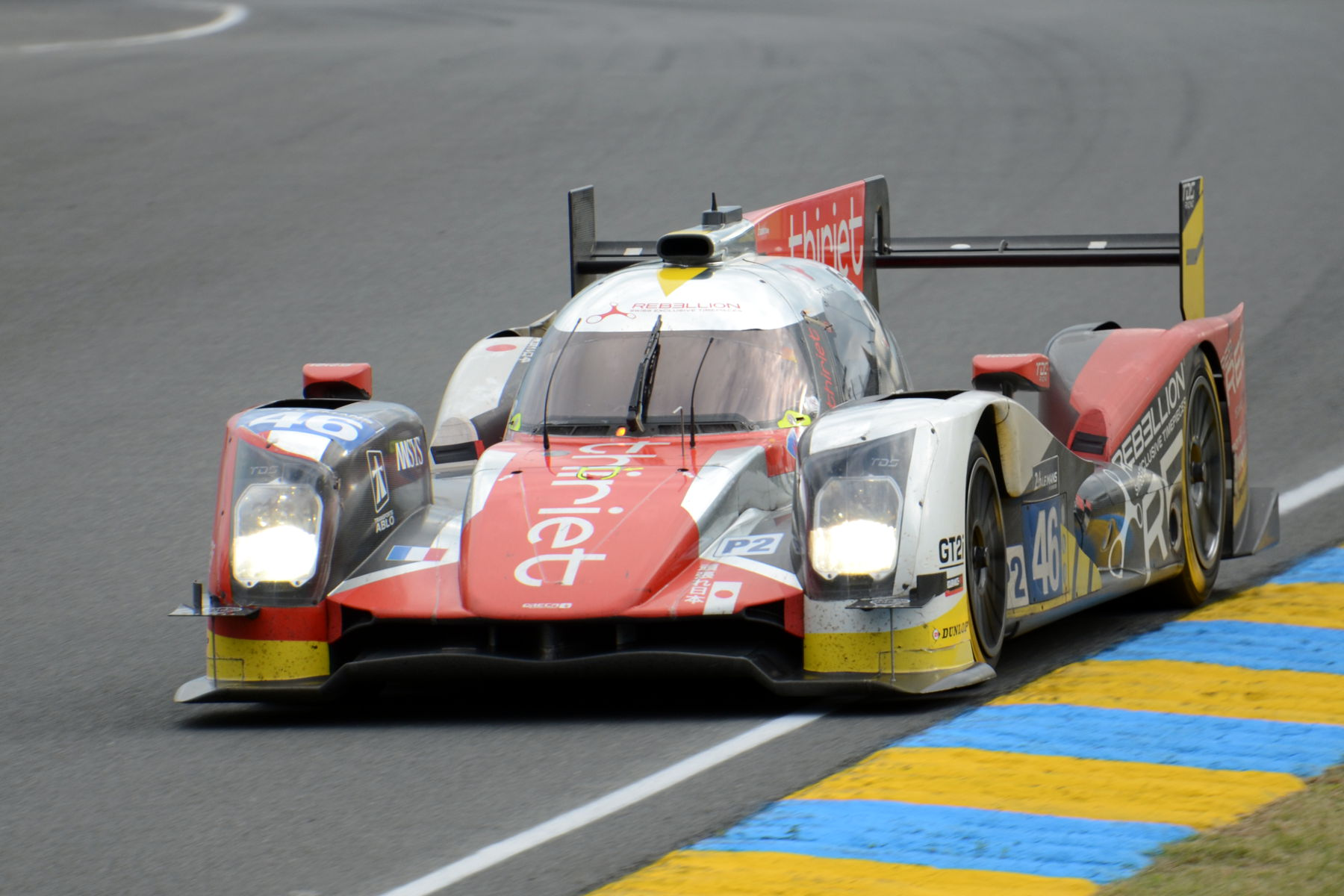
Oreca 05 da TDS Racing que Hirakawa, Thiriet e Beche pilotaram nas 24 Horas de Le Mans de 2016

Em meio à sua jornada na ELMS, Hirakawa também competiu na prova mais tradicional do Mundial de Endurance, as 24 Horas de Le Mans, pela primeira vez em 2016 ao lado de seus companheiros da TDS Thiriet e Beche. Seu carro estava na disputa por um pódio na classe LMP2 antes de Thiriet sofrer um acidente na manhã de domingo.

Como reserva da Toyota, Hirakawa era visto como candidato natural à promoção para a vaga no carro LMP1 da equipe no WEC. Contudo, por causa de um mau desempenho em um teste para pilotar um TS050 Hybrid em 2016, ele foi preterido em favor de Yuji Kunimoto, que também foi campeão da Super Fórmula Japonesa naquele ano.

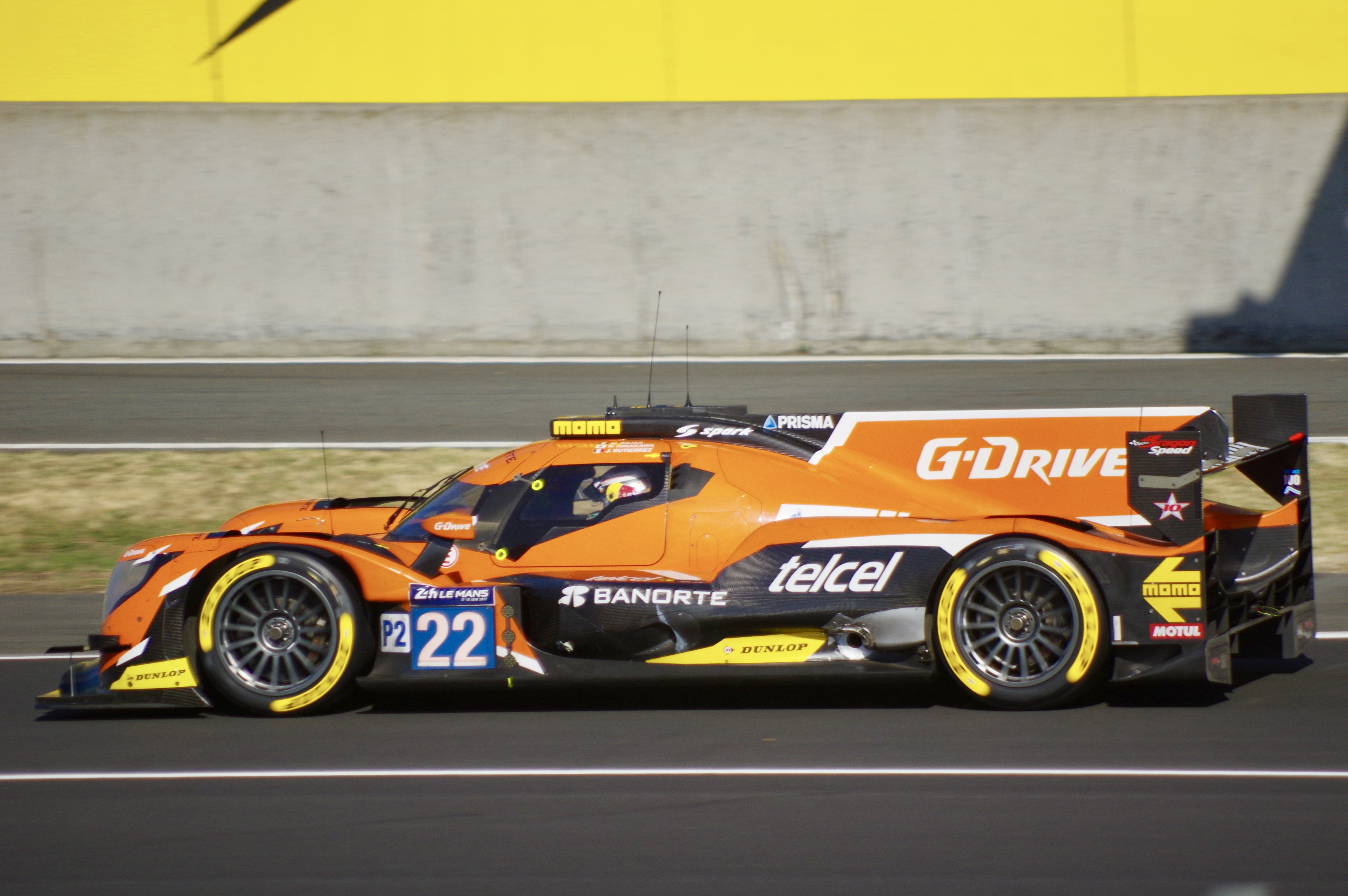
Carro de Hirakawa nas 24 Horas de Le Mans de 2017

Em 2017, Hirakawa fez sua segunda participação nas 24 Horas de Le Mans, agora pela sua nova equipe da ELMS, a G-Drive, e acompanhado de Rojas e Roussel. Dessa vez, ele teve um desempenho superior, conseguindo terminar a prova na décima sétima colocação na classe LMP2.
Hirakawa desejava ter estreado no Mundial de Endurance em 2018, mas por conta da falta de vagas, ele se voltou totalmente para o automobilismo japonês em 2018, só retornando à categoria em 2022, graças aos seus resultados na Super GT e na Super Fórmula Japonesa.

#### 2022: vitória nas 24 Horas de Le Mans e primeiro título

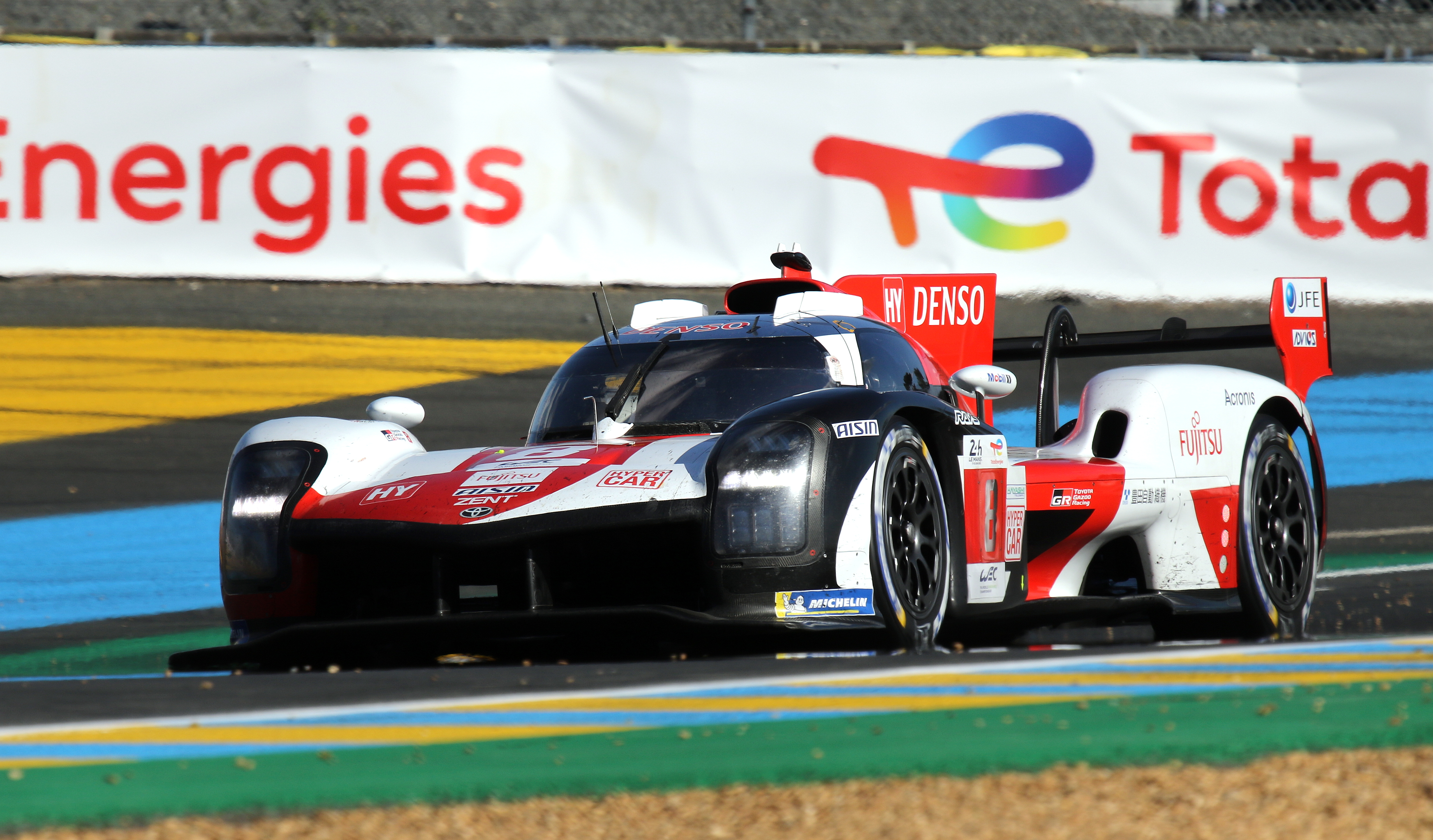
O Toyota GR010 Hybrid nº 8 de Hirakawa, Buemi e Hartley, vencedor das 24 Horas de Le Mans de 2022

Em 7 de dezembro de 2021, Hirakawa foi anunciado como piloto do Toyota GR010 Hybrid #8 no Mundial de Endurance de 2022, em parceria com os veteranos Sébastien Buemi e Brendon Hartley. Ele substituiu Kazuki Nakajima, que assumiu uma função gerencial na Toyota Gazoo Racing após se aposentar do automobilismo. Em sua estreia pela equipe de fábrica na classe Hypercar, Hirakawa conquistou seu primeiro pódio na carreira nas 1000 Milhas de Sebring. O carro número 8 conquistou a pole nas 24 Horas de Le Mans e venceu a corrida. Em sua primeira disputa pela vitória geral, Hirakawa se tornou apenas o sexto piloto japonês a vencer uma etapa da Tríplice Coroa do Automobilismo, sucedendo os vencedores de Le Mans Masanori Sekiya, Seiji Ara, Kamui Kobayashi e Nakajima, e o vencedor das 500 Milhas de Indianápolis, Takuma Sato.
Depois de terminar em segundo em Monza, vencer as 6 Horas de Fuji e terminar em segundo novamente no Bahrein, Hirakawa venceu o Campeonato Mundial de Endurance de Hipercarros, com ele, Hartley e Buemi ficando à frente do trio da Alpine André Negrão, Matthieu Vaxivière e Nicolas Lapierre por cinco pontos. O resultado ajudou a Toyota a vencer a Alpine no campeonato de construtores com 42 pontos de diferença. Com seu título, Ryo Hirakawa sucedeu Nakajima, Kobayashi e Toshihiro Arai como o quarto piloto japonês a vencer um campeonato mundial sancionado pela FIA.

#### 2023: rivalidade interna na Toyota e bicampeonato

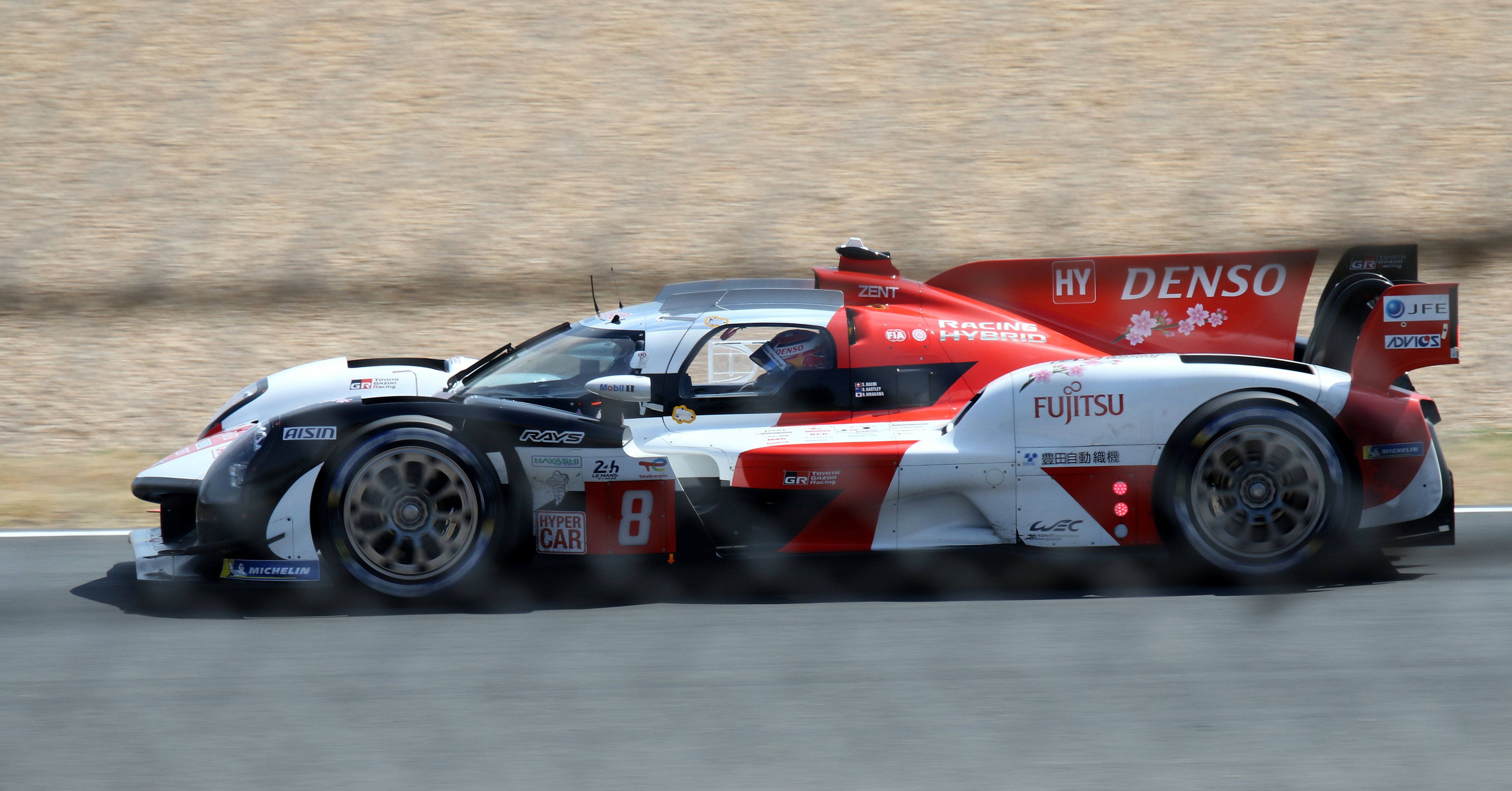
Hirakawa dirigindo o GR010 Hybrid nº 8 nas 24 Horas de Le Mans de 2023, na qual o carro terminou em segundo

Hirakawa retornou como parceiro de Buemi e Hartley em 2023, e nessa temporada, o trio voltou a dominar, vencendo as 6 Horas de Portimão e as 8 Horas do Barém, e acumulando quatro outros segundos lugares, incluindo o das 24 Horas de Le Mans de 2023. Isso significou que o trio do carro número 8 obteve em 2023 a impressionante marca de seis pódios em sete corridas. A única etapa na qual Hirakawa e seus companheiros não estiveram no pódio foi a de Monza, na qual eles estiveram em sexto lugar.
Os maiores rivais de Hirakawa e seus companheiros na busca do título foram seus companheiros do carro 7 da Toyota Mike Conway, Kamui Kobayashi e José María López, que tiveram quatro vitórias, o dobro das que o trio do carro 8 acumulou. Mas Conway, Kobayashi e López não pontuaram em todas as etapas, tendo abandonado as 24 Horas de Le Mans daquele ano. Com isso, Hirakawa, Buemi e Hartley foram campeões pelo segundo ano consecutivo, ficando com 27 pontos de vantagem sobre o trio do carro número 7. Nos construtores, o desempenho dominante dos dois carros da Toyota ajudou a equipe japonesa a ser campeã novamente, vencendo a Ferrari com uma vantagem de 56 pontos.

#### 2024: vitórias e mais um campeonato de construtores
Em 2024, Hirakawa e seus companheiros do carro 8 tiveram mais dificuldades de repetir os grandes resultados de 2023, embora tenham pontuado em seis das sete etapas do ano. Seus únicos pódios foram justamente as vitórias nas 6 Horas de São Paulo e nas 8 Horas do Barém, o que rendeu ao trio de Hirakawa o quarto lugar no campeonato, embora eles tenham sido superados por Kobayashi e Nyck de Vries, os ocupantes em tempo integral do carro 7, por quatro pontos no campeonato de pilotos. Mesmo assim, a vitória do carro 8 de Hirakawa na última rodada no Barém ajudou sua equipe Toyota s ser campeã de construtores novamente, superando a Porsche por dois pontos.
Hirakawa, Buemi e Hartley seguem pilotando o carro número 8 da Toyota Gazoo Racing em 2025.

## Fórmula 1
Em setembro de 2023, a McLaren anunciou que Hirakawa se juntaria ao Programa de Desenvolvimento de Pilotos da McLaren e que ele seria o piloto reserva da equipe para a temporada de 2024. Em 12 de outubro de 2023, Hirakawa testou um carro da Fórmula 1 pela primeira vez, pilotando o MCL35M de 2021 da equipe no Circuito de Barcelona-Catalunha ao lado do mexicano Pato O'Ward, que corre na equipe da McLaren na IndyCar Series.
Hirakawa fez sua estreia em um fim de semana de corrida de Fórmula 1 no Grande Prêmio de Abu Dhabi de 2024, pilotando o McLaren MCL38 na primeira sessão de treinos no lugar de Oscar Piastri. Ele fez o décimo quarto melhor tempo, ficando a um segundo e meio do líder, Charles Leclerc da Ferrari. Hirakawa ficou à frente do titular da Sauber Zhou Guanyu e de quase todos os novatos da sessão, incluindo seu compatriota Ayumu Iwasa. O único novato que Hirakawa não superou foi Felipe Drugovich, da Aston Martin, que ficou cinco posições acima dele.
Em dezembro de 2024, foi anunciado que Hirakawa participaria dos testes de pós-temporada em Yas Marina com a equipe Haas, equipe que iniciou parceria com a Toyota nesse mesmo ano.
Em 9 de janeiro de 2025, Hirakawa foi anunciado como mais novo piloto reserva e de testes da Alpine, ao lado de Paul Aron e Franco Colapinto, para a temporada de 2025. Foi escalado para participar da primeira sessão de treinos livres no GP do Japão, substituindo Jack Doohan e fazendo o 12º melhor tempo, sendo dois décimos mais rápido que o titular Pierre Gasly, décimo quarto colocado.
Mas em 7 de abril desse mesmo ano, a Haas anunciou que Hirakawa seria seu mais novo reserva, com ele sendo escalado para participar dos treinos livres do GP do Barém no lugar de Oliver Bearman. O japonês também está programado para substituir o britânico na etapa do México, e Esteban Ocon cederá seu lugar a ele nos treinos dos GPs da Espanha e de Abu Dhabi.

## Resultados

### Resumo da carreira
| Temporada | Categoria                       | Equipe                         | Corridas                 | Vitórias                 | Poles                    | V.M.R.                   | Pódios                   | Pts.                     | Pos.                     |
| --------- | ------------------------------- | ------------------------------ | ------------------------ | ------------------------ | ------------------------ | ------------------------ | ------------------------ | ------------------------ | ------------------------ |
| 2010      | Formula Challenge Japão         | Clarion FCJ                    | 11                       | 0                        | 0                        | 1                        | 2                        | 17                       | 6.º                      |
| 2010      | Fórmula BMW Pacific             | Asia Racing Team               | 3                        | 0                        | 0                        | 0                        | 0                        | 0                        | NC†                      |
| 2011      | Formula Challenge Japan         | FTRS Clarion FCJ               | 13                       | 1                        | 1                        | 0                        | 10                       | 73                       | 2.º                      |
| 2012      | Fórmula 3 Japonesa              | RSS                            | 15                       | 7                        | 7                        | 5                        | 13                       | 118                      | 1.º                      |
| 2012      | Formula Challenge Japão         | FTRS Clarion Hiroshima Toyopet | 12                       | 5                        | 4                        | 4                        | 10                       | 91                       | 2.º                      |
| 2012      | Grande Prémio de Macau          | KCMG by RSS                    | 1                        | 0                        | 0                        | 0                        | 0                        | N/A                      | NC                       |
| 2012      | Porsche Carrera Cup Japão       | GARMIN Porsche                 | 12                       | 7                        | 6                        | ?                        | 9                        | ?                        | 1.º                      |
| 2013      | Super Fórmula Japonesa          | Kygnus Sunoco Team LeMans      | 7                        | 0                        | 0                        | 2                        | 0                        | 9                        | 11.º                     |
| 2014      | Super Fórmula Japonesa          | Kygnus Sunoco Team LeMans      | 9                        | 0                        | 0                        | 0                        | 1                        | 16.5                     | 8.º                      |
| 2014      | Super GT                        | Lexus Team Petronas TOM'S      | 2                        | 0                        | 0                        | 0                        | 0                        | 8                        | 11.º                     |
| 2014      | Super Taikyu - ST-1             | KeePer Tomei Sports            | 5                        | 3                        | 2                        | 3                        | 4                        | 111‡                     | 1.º‡                     |
| 2015      | Super Fórmula Japonesa          | Kygnus Sunoco Team LeMans      | 8                        | 0                        | 0                        | 0                        | 0                        | 13                       | 8.º                      |
| 2015      | Super GT                        | Lexus Team KeePer TOM'S        | 8                        | 2                        | 2                        | 0                        | 2                        | 56                       | 5.º                      |
| 2016      | European Le Mans Series - LMP2  | Thiriet by TDS Racing          | 5                        | 2                        | 1                        | 0                        | 3                        | 70                       | 5.º                      |
| 2016      | Super GT                        | Lexus Team KeePer TOM's        | 8                        | 0                        | 1                        | 0                        | 2                        | 27                       | 9.º                      |
| 2017      | European Le Mans Series - LMP2  | G-Drive Racing                 | 4                        | 2                        | 0                        | 0                        | 3                        | 73                       | 4.º                      |
| 2017      | Super GT                        | Lexus Team KeePer TOM'S        | 8                        | 2                        | 1                        | 0                        | 4                        | 84                       | 1.º                      |
| 2018      | Super GT                        | Lexus Team KeePer TOM'S        | 8                        | 1                        | 0                        | 0                        | 4                        | 75                       | 2.º                      |
| 2018      | Super Fórmula Japonesa          | Itochu Enex Team Impul         | 6                        | 0                        | 1                        | 0                        | 2                        | 17                       | 5.º                      |
| 2019      | Super GT                        | Lexus Team KeePer TOM'S        | 8                        | 1                        | 0                        | 0                        | 4                        | 83                       | 2.º                      |
| 2019      | Deutsche Tourenwagen Masters    | Lexus Team KeePer TOM'S        | 1                        | 0                        | 0                        | 0                        | 0                        | 0                        | NC†                      |
| 2019      | Super Fórmula Japonesa          | Itochu Enex Team Impul         | 7                        | 1                        | 1                        | 0                        | 1                        | 12                       | 10.º                     |
| 2019      | Super Taikyu - ST-3             | Le Beausset Motorsports        | 2                        | 0                        | 0                        | 0                        | 1                        | 92‡                      | 4.º‡                     |
| 2020      | Super GT                        | TGR Team KeePer TOM'S          | 8                        | 1                        | 2                        | 2                        | 2                        | 67                       | 2.º                      |
| 2020      | Super Fórmula Japonesa          | Itochu Enex Team Impul         | 7                        | 1                        | 2                        | 0                        | 2                        | 60                       | 2.º                      |
| 2021      | Super GT                        | TGR Team KeePer TOM'S          | 8                        | 0                        | 1                        | 1                        | 3                        | 46                       | 7.º                      |
| 2021      | Super Fórmula Japonesa          | Carenex Team Impul             | 6                        | 0                        | 0                        | 0                        | 2                        | 46                       | 4.º                      |
| 2021      | Super Taikyu - ST-Z             | Hiroshima Toyopet Racing       | 4                        | 0                        | 0                        | 0                        | 1                        | 35‡                      | 10.º‡                    |
| 2022      | Mundial de Endurance - Hypercar | Toyota Gazoo Racing            | 6                        | 2                        | 2                        | 0                        | 5                        | 149                      | 1.º                      |
| 2022      | 24 Hours of Le Mans - Hypercar  | Toyota Gazoo Racing            | 1                        | 1                        | 1                        | 0                        | 1                        | N/A                      | 1.º                      |
| 2022      | Super Fórmula Japonesa          | Carenex Team Impul             | 10                       | 2                        | 0                        | 1                        | 4                        | 87                       | 3.º                      |
| 2023      | Mundial de Endurance - Hypercar | Toyota Gazoo Racing            | 7                        | 2                        | 2                        | 0                        | 6                        | 172                      | 1.º                      |
| 2023      | 24 Horas de Le Mans - Hypercar  | Toyota Gazoo Racing            | 1                        | 0                        | 0                        | 0                        | 1                        | N/A                      | 2.º                      |
| 2023      | Super Fórmula Japonesa          | Itochu Enex Team Impul         | 9                        | 0                        | 0                        | 2                        | 3                        | 58                       | 5.º                      |
| 2024      | Mundial de Endurance - Hypercar | Toyota Gazoo Racing            | 8                        | 2                        | 1                        | 0                        | 2                        | 109                      | 4.º                      |
| 2024      | Fórmula 1                       | McLaren F1 Team                | Piloto de testes/reserva | Piloto de testes/reserva | Piloto de testes/reserva | Piloto de testes/reserva | Piloto de testes/reserva | Piloto de testes/reserva | Piloto de testes/reserva |
| 2025      | Mundial de Endurance - Hypercar | Toyota Gazoo Racing            | 1                        | 0                        | 0                        | 0                        | 0                        | 15                       | 5.º*                     |
| 2025      | Fórmula 1                       | Alpine F1 Team                 | Piloto de testes/reserva | Piloto de testes/reserva | Piloto de testes/reserva | Piloto de testes/reserva | Piloto de testes/reserva | Piloto de testes/reserva | Piloto de testes/reserva |
| 2025      | Fórmula 1                       | MoneyGram Haas F1 Team         | Piloto de testes/reserva | Piloto de testes/reserva | Piloto de testes/reserva | Piloto de testes/reserva | Piloto de testes/reserva | Piloto de testes/reserva | Piloto de testes/reserva |

† – Como Hirakawa era um piloto convidado, ele não tinha direito a pontos
‡ Classificação das equipes.

### Participações completas na Fórmula 1
| Ano  | Equipe                 | Chassis       | Motor                                      | 1   | 2   | 3      | 4   | 5   | 6   | 7   | 8   | 9   | 10  | 11  | 12  | 13  | 14  | 15  | 16  | 17  | 18  | 19  | 20  | 21  | 22  | 23  | 24     | Pos. | Pts. |
| ---- | ---------------------- | ------------- | ------------------------------------------ | --- | --- | ------ | --- | --- | --- | --- | --- | --- | --- | --- | --- | --- | --- | --- | --- | --- | --- | --- | --- | --- | --- | --- | ------ | ---- | ---- |
| 2024 | McLaren F1 Team        | McLaren MCL38 | Mercedes-AMG F1 M15 E Performance 1.6 V6 t | BHR | SAU | AUS    | JAP | CHN | MIA | EMI | MON | CAN | ESP | AUT | GBR | HUN | BEL | NED | ITA | AZE | SIN | EUA | MXC | SAP | LVG | QAT | ABU TD | –    | –    |
| 2025 | Alpine F1 Team         | Alpine A525   | Renault E-Tech RE25 1.6 V6 t               | AUS | CHN | JAP TD |     |     |     |     |     |     |     |     |     |     |     |     |     |     |     |     |     |     |     |     |        |      |      |
| 2025 | MoneyGram Haas F1 Team | Haas VF-25    | Ferrari 066/10 1.6 V6 t                    |     |     |        | BHR | SAU | MIA | EMI | MON | ESP | CAN | AUT | GBR | BEL | HUN | NED | ITA | AZE | SIN | EUA | MXC | SAP | LVG | QAT | ABU    | –    | –    |